# فرانك سونغو
فرانك سونغو (بالفرنسية: Franck Songo'o)‏ (مواليد 14 مايو 1987 في ياوندي - الكاميرون) لاعب كرة قدم كاميروني يلعب حاليا لصالح نادي الدرجة الأولى ريال سوسيداد الإسباني منذ 2010 في مركز الجناح الأيمن .

## روابط خارجية
- فرانك سونغو على موقع الاتحاد الدولي (مؤرشف)  (الإنجليزية)
- فرانك سونغو على موقع الدوري الأمريكي (الإنجليزية)
- فرانك سونغو على موقع إي إس بي إن إف سي (الإنجليزية)
- فرانك سونغو على موقع قاعدة بيانات كرة القدم.إي يو (الإنجليزية)
- فرانك سونغو على موقع ليكيب (الفرنسية)
- فرانك سونغو على موقع ناشيونال فوتبول تيمز (الإنجليزية)
- فرانك سونغو على موقع Soccerbase.com (لاعب) (الإنجليزية)
- فرانك سونغو على موقع عالم كرة القدم.نت (الإنجليزية)
- فرانك سونغو على موقع كووورة
- فرانك سونغو على موقع أوليمبيديا (الإنجليزية)